# Бородатый тёмный горбыль
Бородатый тёмный горбыль, или барабанщик (лат. Pogonias cromis) — вид лучепёрых рыб из семейства горбылёвых (Sciaenidae). Единственный вид рода Pogonias.
Крупная морская рыба с длиной тела до 1,7 м, массой до 50 кг. Тело довольно длинное, сжатое с боков и покрытое ктеноидной чешуей (т. е. чешуей крупной формы, с зубчиками), морда выпуклая. На нижней челюсти много мелких усиков. Два отдельных спинных плавника. Плавательный пузырь большой, с очень толстыми стенками и с многочисленными отростками, разветвляющимися между мускулами. Внутри него находится большой железистый орган. 
Окраска тела буровато-зелёного цвета с чёрным пятном в пазухе грудных плавников. Эта рыба может издавать звуки, похожие на бой барабана. Происхождение их ещё недостаточно выяснено. Полагают, что они происходят вследствие трения друг о друга больших и плоских зубов, покрывающих глоточные кости, причем плавательный пузырь является резонатором. 
Продолжительность жизни составляет свыше 40 лет.
Вид обитает в Атлантическом океане, у берегов Северной и Центральной Америки.